# NGC 6246
NGC 6246 este o galaxie situată în constelația Dragonul. A fost descoperită în 28 iunie 1886 de către Lewis A. Swift.